# Kozármisleny
Kozármisleny este un oraș în districtul Pécs, județul Baranya, Ungaria, având o populație de 5.925 de locuitori (2011). 

## Demografie
Componența etnică a orașului Kozármisleny
     Maghiari (89,5%)
     Germani (6,13%)
     Croați (1,91%)
     Romi (1,17%)
     Necunoscut (0,79%)
     Alții (0,5%)
Componența confesională a orașului Kozármisleny
     Romano-catolici (41,11%)
     Fără religie (20,74%)
     Reformați (4,93%)
     Atei (1,91%)
     Luterani (1,28%)
     Necunoscută (29,52%)
     Greco-catolici (0,51%)
     Alte religii (1%)
Conform recensământului din 2011, orașul Kozármisleny avea 5.925 de locuitori. Din punct de vedere etnic, majoritatea locuitorilor (89,5%) erau maghiari, existând și minorități de germani (6,13%), croați (1,91%) și romi (1,17%). Apartenența etnică nu este cunoscută în cazul a 0,79% din locuitori. Nu există o religie majoritară, locuitorii fiind romano-catolici (41,11%), persoane fără religie (20,74%), reformați (4,93%), atei (1,91%) și luterani (1,28%). Pentru 29,52% din locuitori nu este cunoscută apartenența confesională.